# Pitcairnia vallisoletana
Pitcairnia vallisoletana är en gräsväxtart som beskrevs av Juan José Martinez de Lexarza. Pitcairnia vallisoletana ingår i släktet Pitcairnia och familjen Bromeliaceae. Inga underarter finns listade i Catalogue of Life.